# ジャパン・パラドックス
ジャパン・パラドックス (Japan Paradox) 、ジャパニーズ・パラドックス (Japanese Paradox) は、高度成長期以降の日本と、他の欧米先進国などの社会的状況が大幅に異なる現象を指して言う時に使われる。

## 少年犯罪について
1980年代末 - 1990年代半ばの時期、米国では少年による暴力犯罪が激増したが、日本では増加しなかった。この現象を生田哲は「ジャパンパラドックス」と呼んでいる。

## 喫煙と平均寿命の相関について
1965年（昭和40年）には、日本人成人男性の喫煙率は82.3%と他国よりも圧倒的に喫煙者が多かったにもかかわらず、2011年（平成23年）現在では日本は世界一の長寿国であると、2011年（平成23年）5月13日、世界保健機関 (WHO) の「2011年版世界保健統計」で発表している。医療者の間ではこの現象が「ジャパニーズ・パラドックス」と呼ばれている。

## 新型コロナウイルス感染症の世界的流行 (2019年-)において
| なぜ、COVID-19の流行当初、日本における感染者は欧米と比べて異常に少なかったのか。 |

新型コロナウイルス感染症の世界的流行に関する話題においてジャパン・パラドックスという語が使われる際は、2020年に同感染症の世界的流行が始まってから2020年秋ごろまで、日本における同感染症の感染者数や同感染症による死亡者数が欧米諸国と比べて少なかったことを指す表現である。メディアでは主として現代ビジネスとZAKZAKが多用している。
ケーキやチーズをよく食べるのにフランス女性にスリムな人が多いことを「フレンチパラドックス」と呼ぶことに由来すると考えられていた。

### 内容
2020年初めから秋までは、政府による強制的な外出制限（ロックダウン）を行っている他国では新型コロナウイルスのパンデミックで多数の死者が出ていた。しかし、日本では強制力のない外出自粛要請に留まった上、PCR検査数が少なかったにもかかわらず、死者数が圧倒的に少なかった。
この現象の要因分析としては複数の考え方がなされており、一説には「握手やハグをしない」「肥満の有病率の低さ」「国民の一般的な衛生習慣」「日本特有の健康政策の選択肢」などの複数の要因が関係していると分析しているものも存在した。

### 2020年冬期、2021年以降
日本における新型コロナウイルス感染症の感染者数、死者数は、2020年の冬期から急速に拡大を続けており、2020年11月頭までは累計陽性者数10万人、累計死者数1700人程度まで小流行を挟んで微増を続けていたが、それ以降は漸増を続け、2021年1月15日時点で、累計陽性者数31万人、累計死者数4300人程度となっている。